# Telekom-Post SV Köln
Der Telekom-Post SV Köln 1925 e. V., kurz TPSK 1925,  ist ein im Jahr 1925 als Postsportverein Köln e. V.  gegründeter Mehrspartensportverein mit Sitz im Kölner Stadtteil Bocklemünd/Mengenich.

## Geschichte
Am 7. November 1925 fand die Gründungsversammlung des Postsportvereins Köln statt. Zunächst gab es neun Abteilungen: Fußball, Rhythmische Gymnastik, Leichtathletik, Radfahren, Schwerathletik (mit Boxen), Schwimmen, Tennis, Turnen und Wandern. Am 12. Juni 1927 wurde der Sportpark in Köln-Bocklemünd eingeweiht. Zu Beginn des Zweiten Weltkriegs hatte der Verein ca. 4800 Mitglieder. Durch Bombenangriffe wurde der Sportpark mit dem Vereinsheim völlig zerstört und nach dem Krieg wieder aufgebaut. 2014 wurde der Verein umbenannt in TPSK 1925.

### Volleyball
In den 1970er und 1980er Jahren spielte die Volleyball-Frauenmannschaft in der ersten und zweiten Bundesliga und war ein Aushängeschild des Vereins. 1989 schlossen sich die Volleyballerinnen dem TSV Bayer Leverkusen an.

### Faustball
Die Faustballerinnen gewannen in den Jahren 1989, 1990, 1991, 1992, 1998 und 1999 die Deutsche Meisterschaft auf dem Feld. Darüber hinaus wurden die Kölnerinnen 1997 deutscher Vizemeister und 1994 und 1995 Dritter.